# Acianthera adamantinensis
Acianthera adamantinensis là một loài phong lan.

## Hình ảnh

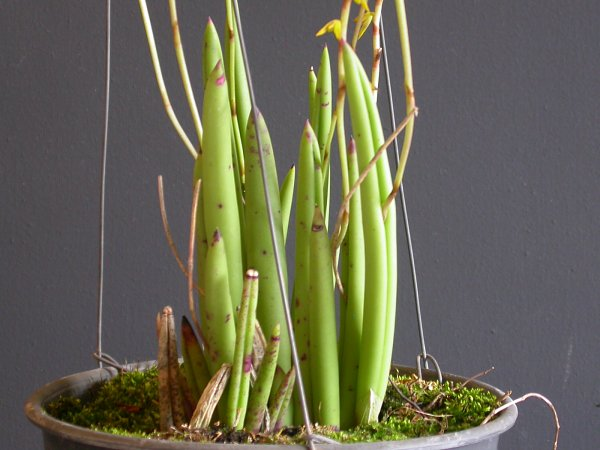
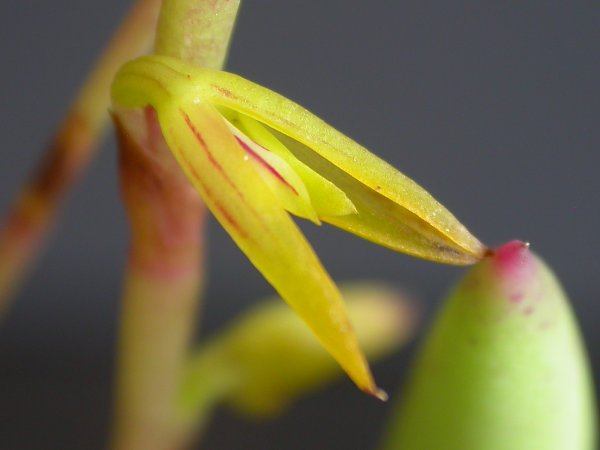
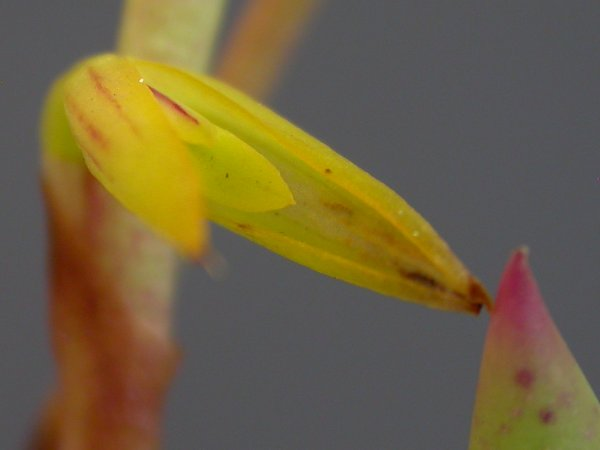
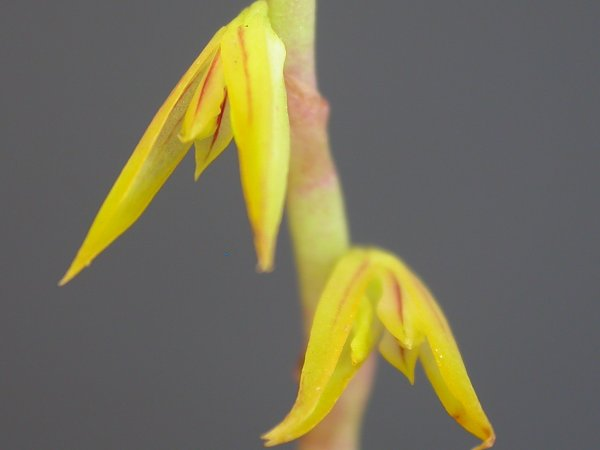